# Figură izoedrică

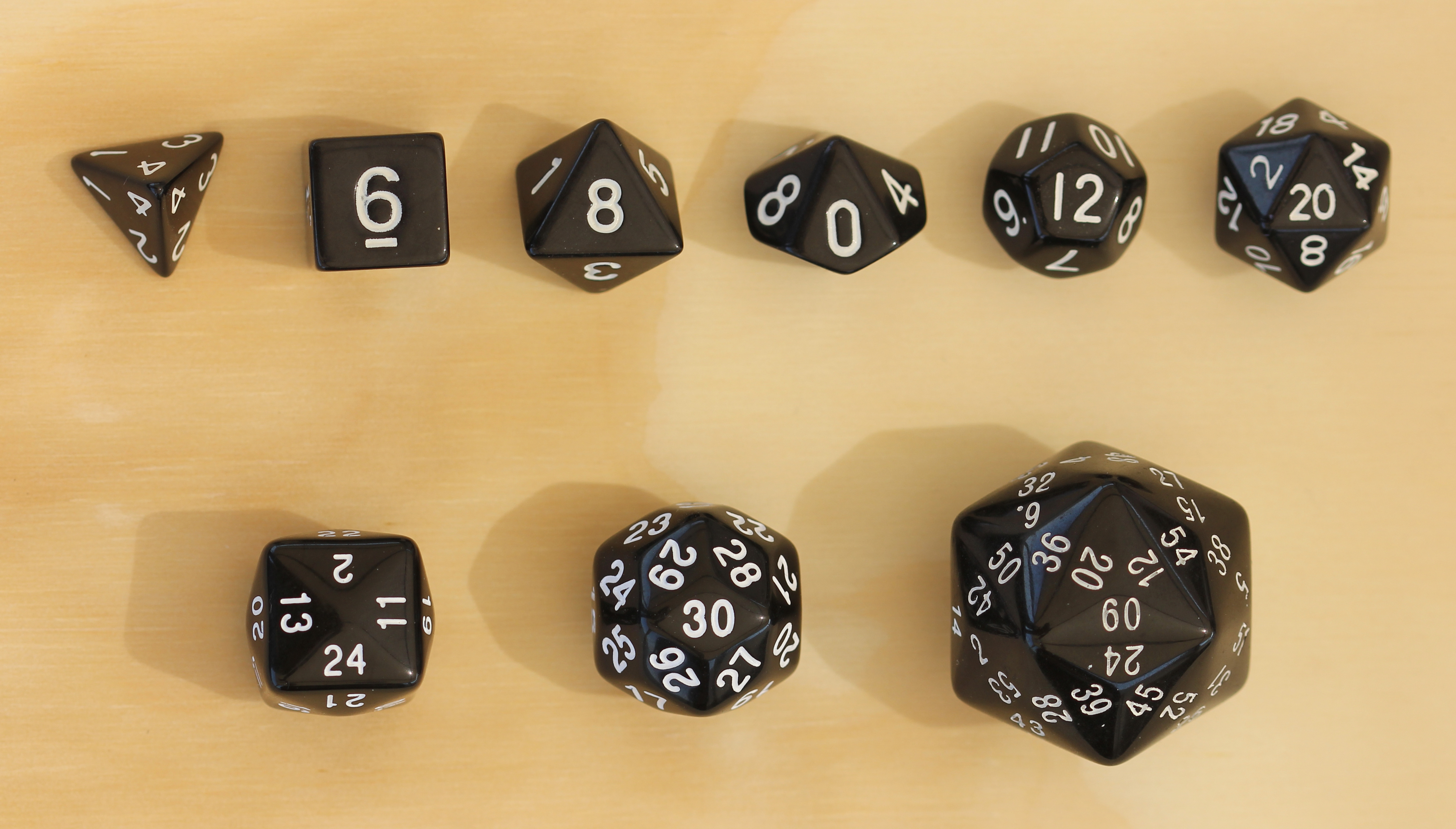
Un set de zaruri izoedrice

În geometrie, un politop tridimensional (un poliedru) sau mai mare este izoedru sau tranzitiv pe fețe atunci când fețele sunt aceleași. Mai precis, toate fețele nu trebuie să fie doar congruente, ci trebuie să fie tranzitive, adică trebuie să se afle în aceeași orbită de simetrie. Cu alte cuvinte, pentru orice fețe A și B, trebuie să existe o simetrie a întregului poliedru prin rotații și reflexii care aplică A pe B. Din acest motiv, poliedrele izoedrice convexe sunt formele potrivite pentru zaruri corecte.
Poliedrele izoedrice se numesc izoedre. Ele pot fi descrise prin configurația feței. O formă care este izoedrică și are vârfuri regulate este, de asemenea, tranzitivă pe muchii (izotoxală) și se spune că este un poliedru cvasiregulat dual: unii teoreticieni consideră aceste figuri ca fiind cu adevărat cvasiregulate, deoarece au aceleași simetrii, dar acest lucru nu este acceptat în general. Un izoedru are un număr par de fețe.
Un poliedru care este izoedric are un poliedru dual care este tranzitiv pe vârfuri (izogonal). Poliedrele Catalan, bipiramidele și trapezoedrele sunt toate izoedrice. Acestea sunt duale ale poliedrelor izogonale: arhimedice, prisme și antiprisme. Poliedrele platonice, care sunt fie autoduale, fie dual al altui poliedru platonic, sunt tranzitive pe vârfuri, muchii și fețe (sunt izogonale, izotoxale și izoedrice). Se spune că un poliedru izoedric și izogonal este un poliedru nobil.
Nu toate izozonoedrele sunt izoedrice. De exemplu un icosaedru rombic este un izozonoedru, dar nu un izoedru.

## Exemple
| Convex                                                                          | Convex                                                 | Convex                                                             | Concav                                                  |
| ------------------------------------------------------------------------------- | ------------------------------------------------------ | ------------------------------------------------------------------ | ------------------------------------------------------- |
| Bipiramida hexagonală, V4.4.6, nu este un poliedru regulat, dar este izoedrică. | Pavarea pentagonală Cairo, V3.3.4.3.4, este izoedrică. | Fagurele dodecaedric rombic este un fagure izoedric (și izotopic). | Pavarea topologic pătrată deformată în forme spirale H. |

## Clasele izoedrelor după simetrie
| Fețe  | Config. feței       | Clasă    | Nume                                                                 | Simetrie                                                             | Ordin     | Convex                    | Coplanar | Neconvex |
| ----- | ------------------- | -------- | -------------------------------------------------------------------- | -------------------------------------------------------------------- | --------- | ------------------------- | -------- | -------- |
| 4     | V33                 | platonic | tetraedru, bisfenoid tetragonal, bisfenoid rombic                    | Td, [3,3], (*332) D2d, [2+,2], (2*) D2, [2,2]+, (222)                | 24 4      | tetraedru                 |          |          |
| 6     | V34                 | platonic | cub, trapezoedru trigonal, trapezoedru trigonal asimetric            | Oh, [4,3], (*432) D3d, [2+,6] (2*3) D3 [2,3]+, (223)                 | 48 12 6   | cub                       |          |          |
| 8     | V43                 | platonic | octaedru, bipiramidă pătrată, bipiramidă rombică, scalenoedru pătrat | Oh, [4,3], (*432) D4h,[2,4],(*224) D2h,[2,2],(*222) D2d,[2+,4],(2*2) | 48 16 8   | Octaedru                  |          |          |
| 12    | V35                 | platonic | dodecaedru regulat, piritoedru, tetartoid                            | Ih, [5,3], (*532) Th, [3+,4], (3*2) T, [3,3]+, (*332)                | 120 24 12 | dodecaedru                |          |          |
| 20    | V53                 | platonic | icosaedru regulat                                                    | Ih, [5,3], (*532)                                                    | 120       | Icosaedru                 |          |          |
| 12    | V3.62               | Catalan  | tetraedru triakis                                                    | Td, [3,3], (*332)                                                    | 24        | tetraedru triakis         |          |          |
| 12    | V(3.4)2             | Catalan  | dodecaedru rombic, dodecaedru romboidal                              | Oh, [4,3], (*432) Td, [3,3], (*332)                                  | 48 24     | dodecaedru rombic         |          |          |
| 24    | V3.82               | Catalan  | octaedru triakis                                                     | Oh, [4,3], (*432)                                                    | 48        | octaedru triakis          |          |          |
| 24    | V4.62               | Catalan  | hexaedru tetrakis                                                    | Oh, [4,3], (*432)                                                    | 48        | hexaedru tetrakis         |          |          |
| 24    | V3.43               | Catalan  | icositetraedru romboidal                                             | Oh, [4,3], (*432)                                                    | 48        | icositetraedru romboidal  |          |          |
| 48    | V4.6.8              | Catalan  | dodecaedru disdiakis                                                 | Oh, [4,3], (*432)                                                    | 48        | dodecaedru disdiakis      |          |          |
| 24    | V34.4               | Catalan  | icositetraedru pentagonal                                            | O, [4,3]+, (432)                                                     | 24        | icositetraedru pentagonal |          |          |
| 30    | V(3.5)2             | Catalan  | triacontaedru rombic                                                 | Ih, [5,3], (*532)                                                    | 120       | triacontaedru rombic      |          |          |
| 60    | V3.102              | Catalan  | icosaedru triakis                                                    | Ih, [5,3], (*532)                                                    | 120       | icosaedru triakis         |          |          |
| 60    | V5.62               | Catalan  | dodecaedru pentakis                                                  | Ih, [5,3], (*532)                                                    | 120       | dodecaedru pentakis       |          |          |
| 60    | V3.4.5.4            | Catalan  | hexacontaedru romboidal                                              | Ih, [5,3], (*532)                                                    | 120       | hexacontaedru romboidal   |          |          |
| 120   | V4.6.10             | Catalan  | triacontaedru disdiakis                                              | Ih, [5,3], (*532)                                                    | 120       | triacontaedru disdiakis   |          |          |
| 60    | V34.5               | Catalan  | hexacontaedru pentagonal                                             | I, [5,3]+, (532)                                                     | 60        | hexacontaedru pentagonal  |          |          |
| 2n    | V33.n               | Polar    | trapezoedru, trapezoedru asimetric                                   | Dnd, [2+,2n], (2*n) Dn, [2,n]+, (22n)                                | 4n 2n     |                           |          |          |
| 2n 4n | V42.n V42.2n V42.2n | Polar    | n-bipiramidă regulată, 2n-bipiramidă izotoxală, 2n-scalenoedru       | Dnh, [2,n], (*22n) Dnh, [2,n], (*22n) Dnd, [2+,2n], (2*n)            | 4n        |                           |          |          |

## Figurik-izoedrice
Un poliedru (sau politop în general) este un k- izoedru dacă conține k  fețe în domeniul său fundamental de simetrie.
Similar, o k-pavare izoedrică are k orbite de simetrie separate (și poate conține m fețe de diferite forme pentru unele m < k ).
Un poliedru monoedric sau pavare monoedrică (m = 1) are fețe congruente, direct sau reflexiv, care apar în una sau mai multe poziții de simetrie. Un poliedru sau pavare r-edrice are r tipuri de fețe (numite și diedrice pentru 2, respectiv triedrice pentru 3).
Iată câteva exemple de poliedre și pavări k-izoedrice, cu fețele lor colorate în funcție de pozițiile lor de k-simetrie:
| 3-izoedric                                                        | 4-izoedric                                                              | Izoedric                                    | 2-izoedric                                                             |
| Poliedre (2-edrice) cu fețe regulate                              | Poliedre (2-edrice) cu fețe regulate                                    | Poliedre monoedrice                         | Poliedre monoedrice                                                    |
| ----------------------------------------------------------------- | ----------------------------------------------------------------------- | ------------------------------------------- | ---------------------------------------------------------------------- |
|                                                                   |                                                                         |                                             |                                                                        |
| Rombicuboctaedrul are 1 tip de triunghiuri și 2 tipuri de pătrate | Pseudorombicuboctaedrul are 1 tip de triunghiuri și 3 tipuri de pătrate | Icositetraedrul romboidal are 1 tip de față | Icositetraedrul pseudoromboidal are 2 tipuri de fețe cu forme identice |

| 3-izoedric                                    | 4-izoedric                                               | Izoedric                                                       | 2-izoedric                                                           |
| Pavare regulată pe fețe (2-edrică)            | Pavare regulată pe fețe (2-edrică)                       | Pavări monoedrice                                              | Pavări monoedrice                                                    |
| --------------------------------------------- | -------------------------------------------------------- | -------------------------------------------------------------- | -------------------------------------------------------------------- |
|                                               |                                                          |                                                                |                                                                      |
| Pavare pitagoreică cu 2 dimensiuni de pătrate | Pavare 3-uniformă cu 3 tipuri de triunghiuri și 1 pătrat | Model schelet de pește cu 1 tip de dale (fețe) dreptunghiulare | Pavare pentagonală cu 3 tipuri de dale (fețe) neregulate pentagonale |

## Termeni asociați
O figură tranzitivă pe fațete sau izotopică este un politop sau fagure n-dimensionali cu fațete ((n−1)-fețe) congruente și tranzitive. Politopul dual al unui izotop este un politop izogonal. Prin definiție, această proprietate izotopică este comună dualelor politopurilor uniforme.
- O figură izotopică 1-dimensională este izogonală (tranzitivă pe vârfuri).
- O figură izotopică 2-dimensională este izotoxală (tranzitivă pe muchii).
- O figură izotopică 3-dimensională este izoedrică (tranzitivă pe fețe).
- O figură izotopică n-dimensională (n > 3) este izotopică (tranzitivă pe (n−1)-fețe). Pentru n = 4, izotopică înseamnă tranzitivă pe celule.